# Celebridade
Celebridade ("kändis") är en brasiliansk såpopera från åren 2003–2004, som sändes på TV Globo i 221 avsnitt.